# Timmy (South Park)
A Timmy (Timmy 2000 a.k.a. Timmy and the Lords of the Underworld) a South Park című rajzfilmsorozat 51. része (a 4. évad 3. epizódja). Elsőként 2000. április 19-én sugározták az Amerikai Egyesült Államokban.

## Cselekmény
|  | Alább a cselekmény részletei következnek! |

A gyerekek új osztálytársat kapnak a mentálisan és fizikailag is visszamaradott Timmy személyében, aki kerekesszékes és csupán a saját nevét tudja kimondani. Mr. Garrison és Victoria igazgatónő azonban ezt valamiért nem veszi észre és egyetért Mr. Mackeyvel, aki szerint a fiú nagy valószínűséggel figyelemhiányos rendellenességben szenved. Egy helyi orvos hosszantartó és elavult módszerekkel ezt meg is állapítja róla, ezért Timmynek egy Ritalin nevű gyógyszert kell szednie, de mentesül az iskolai házi feladatok megírása alól. Ahogy ezt az osztálytársai megtudják, ők is figyelemhiányosnak adják ki magukat és miután az orvos őket is betegnek diagnosztizálja, szintén gyógyszerezni kezdenek.
Timmy hamarosan találkozik Skyler bandájával, az Alvilág Uraival, akik felfedezik a tehetségét és megválasztják énekesnek, ezzel egyre nagyobb sikereket érve el. Ezt sokan rossz szemmel nézik, mert szerintük az együttes nevetségessé teszi a mentálisan sérült fiút. Phil Collins énekest különösen felbosszantja a rockbanda  - mely időközben előzenekarként fellépési lehetőséget nyert a Lollapalooza nevű fesztiválra – főleg azután, hogy Timmyék népszerűségükkel lekörözik Collinst és ők lesznek a rendezvény fő meghívottai.
A többi gyerek is szedni kezdi a Ritalint, de ettől túlságosan is nyugodttá és fásulttá válnak, sőt, a szer egyéb komoly mellékhatásokkal is jár; Eric Cartman rózsaszín Christina Aguilera-szörnyeket kezd maga köré képzelni. Gyerekeik kezelhetőségét látva hamarosan a felnőttek is rákapnak a gyógyszerre. 
Phil Collins megpróbálja feloszlatni a Timmy és az Alvilág Urai bandát, először Timmy szülein keresztül (akik fiukhoz hasonlóan szintén visszamaradottak), majd az együttes gitárosának, Skylernek a becsapásával. Collins elhiteti vele, hogy Timmy ellopja Skyler népszerűségét és a saját együttesén belül a háttérbe szorítja, ezzel megakadályozva a tehetsége kibontakozásában. A trükk beválik, Skyler kilép és szólókarrierbe kezd, korábbi bandája ezért nem léphet fel a fesztiválon, ismét Collins lesz a legfőbb sztárvendég.
Séf bácsi a gyerekek megváltozott viselkedését megtapasztalva próbálja lebeszélni a szülőket a Ritalin használatáról és más nevelési módszereket javasol nekik, de szavai süket fülekre találnak. Mikor megtudja, hogy a gyerekek a zenei fesztiválra akarnak menni, Phil Collins koncertjére, betelik nála a pohár és felelősségre vonja a gyógyszerészeket, elmesélve nekik, hogy minden tanulót Collins rajongójává tettek. Ők ettől elborzadva ellenszert készítenek, melyet a fesztiválon belekevernek az ott felszolgált ingyenes italokba.
A taktika működik, a „kijózanodott” közönség kifütyüli Phil Collins előadását és Timmy fellépését követeli. A banda Skylerrel kiegészülve ismét összeáll és hatalmas koncertet ad, miközben a magatehetetlen Collinst magával sodorja a tomboló tömeg.

## Kenny halála
- A Ritalin mellékhatásaként Cartman rózsaszín Christina Aguilera-szörnyeket kezd maga köré hallucinálni. Amikor tévénézés közben egy ilyen képzelt lény Kenny arcán jelenik meg, Cartman odasújt egy serpenyővel, ezzel véletlenül megölve Kennyt. Kyle és Stan – akik szintén a gyógyszer hatása alatt állnak – szokatlanul nyugodtan veszik tudomásul a váratlan eseményt.

## Utalások
- A Lalapalalapaza fesztivál neve utalás a Lollapalooza elnevezésű amerikai könnyűzenei fesztiválra.
- A doktor, aki a gyerekek koncentráló-képességét teszteli, F. Scott Fitzgerald A nagy Gatsby valamint Hemingway Búcsú a fegyverektől című művéből olvas fel.
- Phil Collins az epizód során egy Oscar-díjat tart a kezében; 1999-ben valóban nyert egy zenei Oscart, ezzel második helyre szorítva a South Park készítőinek „Blame Canada” című számát, mely a South Park – Nagyobb, hosszabb és vágatlan egyik betétdala volt. Bosszúból Trey Parker és Matt Stone ebben az epizódban figurázta ki az énekest.

## Bakik
- Séfen a "CHEF" felirat egy pillanatra kis betűkkel írva látható.